# 昭和電工マテリアルズ・エレクトロニクス
昭和電工マテリアルズエレクトロニクス株式会社（英: Showa Denko Materials Electronics Co.,Ltd.）は、かつて存在した昭和電工グループの電気機器製品メーカー。茨城県筑西市に本社を置いていた。2020年10月までの旧社名は日立化成エレクトロニクス株式会社。
2021年10月1日、PTCJ-Sホールディングス株式会社傘下のリンクステックサーキット株式会社に事業が譲渡され、同年12月31日付で昭和電工マテリアルズに吸収合併された。

## 沿革
- 1949年（昭和24年）4月 - 安立電気株式会社よりコンデンサ部門が分離独立。安中電気株式会社（後に安中電気精機）設立。
- 1963年（昭和38年）3月 - 東京証券取引所市場第二部に上場。
- 1965年（昭和40年）
  - 1月 - 日立化成工業株式会社（後の日立化成、現在の昭和電工マテリアルズ）が日立コンデンサ株式会社を設立。
  - 10月 - 安中電気精機株式会社が日立コンデンサ株式会社を吸収合併し、日立コンデンサ株式会社に社名変更。
- 1990年（平成2年）10月 - 銘光目黒工業株式会社、三喜工業株式会社と合併し日立エーアイシー株式会社に社名変更。
- 2000年（平成12年）9月 - 東京証券取引所市場第一部に指定替え。
- 2001年（平成13年）8月 - 株式交換により日立化成工業株式会社の完全子会社となる。
- 2009年（平成21年）10月 -
  - アルミ電解コンデンサ、蒸着製品事業を子会社の新町コンデンサ株式会社に譲渡。その上で新町コンデンサの全株式を新神戸電機株式会社に譲渡。
  - 日立化成エレクトロニクス株式会社に社名変更。新町コンデンサが日立エーアイシーに社名変更。
- 2010年（平成22年）3月 - タンタル・ニオブコンデンサ事業をHoly Stone Enterprise Co., Ltd.（台湾）へ譲渡。
- 2012年（平成24年）4月 - 本社を栃木県真岡市から茨城県筑西市に移転。
- 2020年（令和2年）
  - 3月 - 機器事業から撤退。
  - 4月 - 昭和電工グループによる日立化成株式の公開買付けにより同グループ入りした。
  - 10月 - 親会社である日立化成の社名変更に伴い、昭和電工マテリアルズ・エレクトロニクス株式会社に社名変更。
- 2021年（令和3年）
  - 10月 - PTC-Jホールディングス株式会社傘下のリンクステックサーキット株式会社に事業譲渡。
  - 12月 - 昭和電工マテリアルズ株式会社に吸収合併され解散。

## 主要製品
- プリント基板

## 製造拠点
- 配線板統括本部 - 下館工場（茨城県筑西市）
- 配線板統括本部 - 石岡工場（茨城県石岡市）

## グループ会社
- 株式会社山岸エーアイシー（長野県下伊那郡）